# Usa (přítok Volhy)
Usa (rusky Уса) je řeka v Samarské oblasti s horním tokem v Uljanovské oblasti v Rusku. Je dlouhá 76 km. Povodí řeky je 2240 km².

## Průběh toku
Pramení v Povolžské vysočině. Teče na jih rovnoběžně s Volhou, jejímž je pravým přítokem. Ústí do Usinského zálivu Samarské přehrady.

## Vodní režim
Průměrný roční průtok vody ve vzdálenosti 23 km od ústí činí 16,1 m³/s, maximální 1250 m³/s a minimální 0,6 m³/s.

## Využití
Při vysokých vodních stavech je na dolním toku možná vodní doprava. Řeka je součástí vodní turistické trasy Žiguljovská krugosvetka (Жигулёвская кругосветка).